# Polyptyque Albani Torlonia

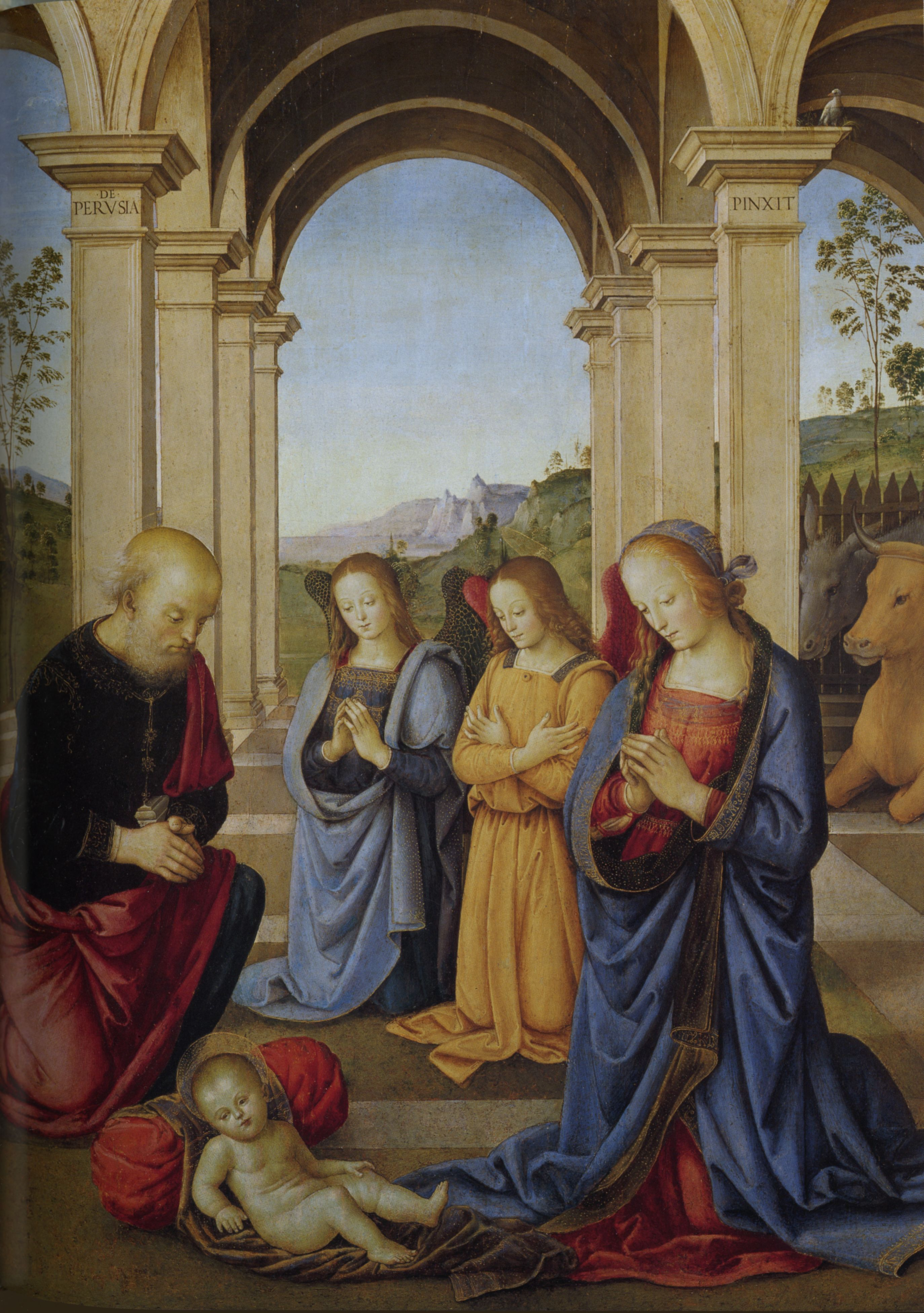
La Nativité (panneau central).

Le Polyptyque Albani Torlonia   est une peinture  religieuse du Pérugin, une tempera sur bois (174 × 88 cm) datant de 1491, conservée à la collection Torlonia de Rome.

## Histoire
L'œuvre a été commandée à Rome par le cardinal Giuliano della Rovere, futur pape Jules II.
En 1852, elle appartient à la famille Chigi, puis en 1866 à la collection Torlonia.
Adolfo Venturi la reconnut comme œuvre de la période mature du Pérugin.
Le polyptyque fut présenté au public pour la première fois en 2004 (exposition Perugino “il divin pittore” à la galerie nationale de l'Ombrie du 28 février au 18 juillet).

## Thème
Les différents panneaux du  polyptyque  représentent plusieurs scènes de l'iconographie chrétienne :
- la scène principale  de la Nativité.
- le haut cintré, celui de la Crucifixion (41 × 82 cm)
- les deux panneaux latéraux supérieurs exposant les deux parties de l'Annonciation (chacun de 43,5 × 34,5 cm) :
  - à gauche l'archange Gabriel en annonciateur
  - à droite la Vierge annoncée dans sa maison
- Les deux panneaux latéraux centraux développant en perspective la scène centrale (chacun de 102 × 34,5 cm) :
  - à gauche, les saints Michel et Jean le Baptiste
  - à droite, les saints Jérôme et Georges

## Description
Le polyptyque est organisé sur deux registres : 
- Le registre supérieur contient en son centre une corniche cintrée avec La Crucifixion flanquée des deux petits triangles latéraux permettant le prolongement du paysage sur la forme rectangulaire, ainsi que deux tablettes sur le côté qui confortent la forme de l'arc sous-jacent avec l' « Ange annonciateur » et la « Vierge annoncée » à leur tour situés dans un autre double portique.

- Le registre inférieur, le principal, comporte en son centre un cadre avec La Nativité et de part et d'autre deux panneaux à arc avec les saints Michel et Jean le Baptiste ainsi que les saints Jérôme et Georges, tous situés dans un unique arrière-plan.

La scène principale de la Nativité ne semble pas être inspirée de celle perdue de la Chapelle Sixtine, avec l'évènement sacré se produisant au premier plan. L'Enfant se trouve sur un pan du manteau de Marie, appuyé sur un coussin rouge, tandis que saint Joseph est en adoration ; plus en arrière deux anges agenouillés, l'un les mains jointes, l'autre les bras croisés sur la poitrine et enfin sur la droite le bœuf et l'âne.
L'ouverture du paysage a la forme d'une vallée avec en son milieu la scène sacrée de façon à concentrer l'attention du spectateur vers le centre.
Le cadre architectural a une allure symétrique avec des chapiteaux en saillie, surmontés de voûtes à arcs à plein cintre typique du style du Pérugin de l'époque. Dans ce cas le portique se limite à quatre rangées en profondeur et la structure architecturale simple et solennelle est commune et commence dès le premier plan, la représentation en perspective monofocale à point de fuite central, bien que cachée par la présence des personnages, s'ouvre dans le fond, constitué d'un paysage doux typique du style du Pérugin qui se fond au loin dans un ciel clair, rendant l'espace ample et profond (Perspective atmosphérique).
Les formes sont nettes et les expressions reflètent le ton serein et méditatif de l'œuvre.

## Analyse
La traditionnelle réalisation du polyptyque en compartiments n'altère pas l'unité spatiale de la composition et semble plutôt la rendre plus agréable.
Les figures au premier plan jouent un rôle prépondérant par rapport aux autres éléments de la composition. Cette façon de faire était fréquente dans la production du Pérugin de la même période. L'architecture est pensée avec l'intention de montrer les personnages comme immobiles et absorbés par leurs pensées.
Les gestes et les expressions induisent une atmosphère calme et sereine. Les sentiments sont à peine suggérés, les couleurs sont vives mais, délicates, elle se fondent les uns dans les autres, créant par là un effet de volume qui s'amplifie encore dans l'espace suggéré par les perspectives géométrique et aérienne du paysage.
Les visages sont caractéristiques de l'artiste, comme celui de la Vierge dont le visage mûr, simple et austère, n'est pas encore inspiré par celui de son épouse.
Ce « sfondo a portico »  est fréquemment représenté dans les productions du Pérugin dans les deux dernières décennies du XVe siècle : on retrouve cette particularité dans La Pietà, L'Annonciation de Fano, La Vierge à l'Enfant entre les saints Jean-Baptiste et Sébastien et dans L'Apparition de la Vierge à saint Bernard.

## Source de la traduction
- (it) Cet article est partiellement ou en totalité issu de l’article de Wikipédia en italien intitulé « Polittico Albani Torlonia » (voir la liste des auteurs).